# Isla O'Brien
Isla O'Brien är en ö i Chile.   Den ligger i regionen Región de Magallanes y de la Antártica Chilena, i den södra delen av landet, 2 400 km söder om huvudstaden Santiago de Chile. Arean är 145 kvadratkilometer.
Terrängen på Isla O'Brien är kuperad. Öns högsta punkt är 755 meter över havet. Den sträcker sig 10,8 kilometer i nord-sydlig riktning, och 25,6 kilometer i öst-västlig riktning.
Trakten runt Isla O'Brien är nära nog obefolkad, med mindre än två invånare per kvadratkilometer.